# Elimination Chamber (2015)
Elimination Chamber (2015) (conhecido como No Escape (2015) na Alemanha) foi um evento de wrestling profissional produzido pela WWE e transmitido em formato pay-pper-view e pelo WWE Network. O evento aconteceu em 31 de maio de 2015, no American Bank Center, na cidade de Corpus Christi, Texas. Este foi o sexto evento da cronologia do Elimination Chamber e o único a ser realizado em maio; edições futuras e anteriores ocorreram em fevereiro (exceto a edição de 2020, que foi realizada em março). Embora anunciado como sendo exclusivo do WWE Network, o evento acabou sendo transmitido através de canais pay-per-view tradicionais em vários territórios.
Sete lutas foram disputadas no evento, incluindo uma no pré-show. O evento foi o primeiro a incluir uma luta Elimination Chamber de duplas. No evento principal, Dean Ambrose derrotou o Campeão Mundial dos Pesos Pesados da WWE Seth Rollins por desqualificação. Em outras lutas proeminentes, Ryback derrotou Dolph Ziggler, King Barrett, Mark Henry, R-Truth e Sheamus em uma luta Elimination Chamber para vencer o vago WWE Intercontinental Championship, Kevin Owens derrotou John Cena na luta de estreia de Owens na WWE e o The New Day (Big E, Kofi Kingston e Xavier Woods) derrotaram The Ascension (Konnor e Viktor), The Lucha Dragons (Kalisto e Sin Cara), Los Matadores (Diego e Fernando) (com El Torito), The Prime Time Players (Darren Young e Titus O'Neil) e Tyson Kidd e Cesaro em uma luta Elimination Chamber de duplas para reterem o WWE Tag Team Championship.

## Produção

### Conceito
Elimination Chamber é uma gimmick de pay-per-view produzido pela primeira vez pela WWE em 2010. Ele acontecia todos os anos em fevereiro; 2015 foi a primeira das duas vezes em que o evento ocorreu fora daquele mês e foi realizado em maio (a segunda foi o evento de 2020 realizado em março daquele ano). O conceito do show é que uma ou duas lutas do evento sejam disputadas dentro do Elimination Chamber, seja com títulos ou oportunidades futuras de títulos em jogo. A edição de 2015 foi a sexta sob a cronologia Elimination Chamber e contou com a primeira luta Elimination Chamber de duplas. Foi também a último Elimination Chamber a ser realizado até o evento de 2017, posteriormente também sendo o último antes da reintrodução da extensão de marca em julho de 2016, que novamente dividiu o plantel entre as marcas Raw e SmackDown.
O evento de 2015 foi originalmente programado para ser um house show, um show de luta livre que não é televisionado, mas foi anunciado durante o episódio do Raw de 11 de maio que o Elimination Chamber voltaria ao pay-per-view. O evento anual do Elimination Chamber foi inicialmente substituído em fevereiro pelo Fastlane porque muitas arenas não eram capazes de suportar fisicamente a estrutura do Elimination Chamber, tornando mais fácil reservar o evento pay-per-view de fevereiro sem a estrutura. O outro live vent originalmente agendado para 31 de maio em Greenville, Carolina do Sul, foi cancelado para trazer todo o elenco da WWE para Corpus Christi, Texas, substituído por um próximo episódio do Raw em Greenville em 16 de novembro.
Desde 2011, o programa é promovido como "No Escape" na Alemanha, pois teme-se que o nome "Elimination Chamber" possa lembrar as pessoas das câmaras de gás usadas durante o Holocausto.

### Rivalidades
O card consistiu em oito lutas, incluindo uma no pré-show, que resultaram de enredos roteirizados, onde os lutadores retratavam vilões, heróis ou personagens menos distinguíveis em eventos roteirizados que criaram tensão e culminaram em uma luta ou série de lutas, com resultados pré-determinados pelos escritores da WWE, enquanto as histórias foram desenvolvidas nos principais programas de televisão da WWE, Raw e SmackDown.
No dia 17 de maio, uma luta Elimination Chamber pelo vago Intercontinental Championship foi agendada para o evento. No episódio de 18 de maio do Raw, R-Truth, Sheamus, King Barrett, Ryback, Dolph Ziggler e Rusev foram adicionados à luta. Em 31 de maio, Rusev foi declarado incapaz de competir por causa de uma lesão sofrida três noites antes no SmackDown. Rusev foi então substituído por Mark Henry.
No Payback, The New Day derrotaram Tyson Kidd e Cesaro para reterem o WWE Tag Team Championship em uma luta de 2 quedas. Posteriormente no evento, o The New Day foi escalado para defender os títulos em uma Luta Elimination Chamber de duplas no evento. No episódio de 18 de maio do Raw, Kidd e Cesaro, Los Matadores, The Ascension, The Lucha Dragons e The Prime Time Players foram revelados como as duplas participantes.

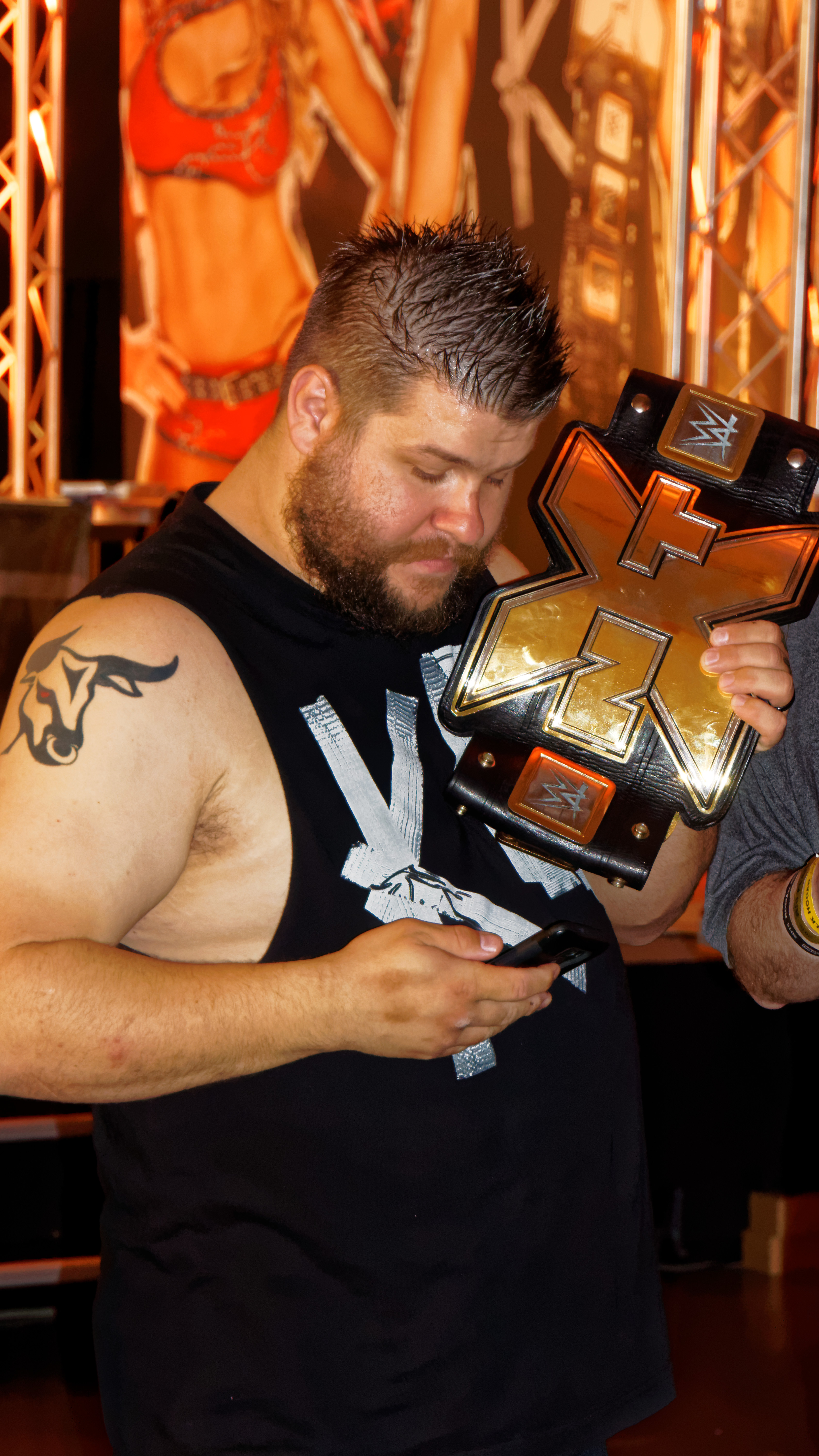
Kevin Owens derrotou John Cena em sua luta de estreia neste evento.

No Raw de 18 de maio, o Campeão do NXT Kevin Owens respondeu ao Open Challenge semanal do campeão John Cena pelo United States Championship. No entanto, em vez de lutar contra Cena, Owens o atacou, dizendo que eles lutariam em seus "próprios termos". No final da noite, Owens conseguiu uma luta para enfrentar Cena no evento.
No Raw de 18 de maio, Dean Ambrose desafiou Seth Rollins para uma luta pelo WWE World Heavyweight Championship, mas Rollins recusou. Mais tarde naquela noite, Ambrose atacou Rollins até que a Authority concedeu a Ambrose uma luta pelo título contra Rollins no Elimination Chamber. No último Raw antes do evento, a Authority tentou evitar a luta tirando Ambrose da arena em uma van da polícia antes da assinatura do contrato oficial. No entanto, Ambrose levou a van de volta à arena e assinou o contrato para tornar a luta oficial.
No Payback, Naomi e Tamina derrotaram as Bella Twins. Depois que Nikki derrotou Naomi por desqualificação em uma luta pelo Divas Championship no Raw de 18 de maio, Paige voltou de uma lesão e atacou as duas competidoras. No episódio de 21 de maio do SmackDown, Naomi e Tamina atacaram Paige antes de Nikki atacar Naomi, Tamina e Paige. Nikki foi escalada para defender o título contra Paige e Naomi em uma luta Triple Threat no evento, com Tamina banida do entorno do ringue.
No Raw de 18 de maio, Bo Dallas confrontou Neville durante uma entrevista e, mais tarde, após Neville ter perdido uma luta para King Barrett, Dallas atacou Neville. No episódio de 25 de maio do Raw, depois que Neville derrotou Stardust, Dallas atacou Neville novamente. Uma luta entre os dois foi então marcada para o evento.
No episódio do Raw de 25 de maio, uma edição especial do "Miz TV" com Daniel Bryan como o convidado especial foi definida para o pré-show.

## Evento
| Função:                   | Nome:                    |
| ------------------------- | ------------------------ |
| Comentaristas em inglês   | Michael Cole             |
| Comentaristas em inglês   | John "Bradshaw" Layfield |
| Comentaristas em inglês   | Jerry Lawler             |
| Comentaristas em espanhol | Carlos Cabrera           |
| Comentaristas em espanhol | Marcelo Rodriguez        |
| Entrevistador             | Tom Phillips             |
| Anunciadora de ringue     | Lilian Garcia            |
| Árbitros                  | Charles Robinson         |
| Árbitros                  | Mike Chioda              |
| Árbitros                  | Ryan Tran                |
| Árbitros                  | Darrick Moore            |
| Árbitros                  | Rudy Charles             |
| Árbitros                  | Matt Bennett             |
| Árbitros                  | Chad Patton              |
| Painel do pré-show        | Renee Young              |
| Painel do pré-show        | Booker T                 |
| Painel do pré-show        | Corey Graves             |
| Painel do pré-show        | Byron Saxton             |

### Pré-show
Durante o pré-show do Elimination Chamber, Stardust enfrentou Zack Ryder. Stardust derrotou Ryder após um "The Queen's Crossbow".
Em seguida, The Miz apresentou uma edição do "Miz TV", com Daniel Bryan como seu convidado. The Miz começou a receber o crédito pelas realizações de Bryan, o que levou Bryan a convocar os Meta Powers (Curtis Axel e Macho Mandow). Os Meta Powers atacaram The Miz para encerrar o segmento.

### Lutas preliminares
O pay-per-view começou com a luta Elimination Chamber de duplas pelo WWE Tag Team Championship . The Ascension (Konnor e Viktor) foram os primeiros a entrarem, enquanto os Lucha  Dragons (Kalisto e Sin Cara) foram os segundos. Tyson Kidd e Cesaro entraram em terceiro e os Los Matadores (Primo e Epico) entraram em quarto, junto com seu mascote El Torito. Os Los Matadores foram eliminados pelo The Ascension quando Diego foi pinado por Konnor após um "Fall of Man". Os Lucha Dragons foram eliminados pela The Ascension quando Kalisto foi imobilizado por Konnor após a "Fall of Man". Os Prime Time Players (Darren Young e Titus O'Neil) entraram em quinto e eliminaram o The Ascension quando Young pinou Viktor após um "Gut Check". O New Day (Big E, Kofi Kingston e Xavier Woods) entraram em sexto. Cesaro e Kidd foram eliminados pelos The Prime Time Players quando Young pinou Cesaro com um schoolboy. Os Prime Time Players foram eliminados quando O'Neil foi pinado por Kingston após um "Trouble in Paradise", resultando em o The New Day retendo o WWE Tag Team Championship.
Em seguida, Nikki Bella defendeu o WWE Divas Championship contra Paige e Naomi. Perto do final da luta, Naomi executou um frankensteiner invertido em Paige para uma contagem de dois e então tentou um enzuigiri em Nikki. Nikki reagiu com um "Rack Attack" para reter o título.
Depois disso, o Campeão do NXT Kevin Owens enfrentou o Campeão dos Estados Unidos da WWE John Cena. Owens executou um pop-up powerbomb em Cena para uma contagem de dois. Cena realizou um "Attitude Adjustment" em Owens para uma contagem de dois. Owens provocou e zombou do gesto “você não pode me ver” de Cena, mas Cena aplicou o STF, porém Owens conseguiu escapar. Owens executou um "Attitude Adjustment" em Cena para uma contagem de dois. Cena executou um clothesline em Owens e tentou outro, mas Owens executou um segundo pop-up powerbomb em Cena para vencer a luta.
Na quarta luta, Neville enfrentou Bo Dallas. No final da luta, quando Dallas tentou um "Bo-Dog", Neville rebateu com um enzuigiri em Dallas. Neville executou um "Red Arrow" em Dallas para vencer a luta.
Em seguida, foi a luta Elimination Chamber pelo vago WWE Intercontinental Championship. King Barrett e Dolph Ziggler começaram a luta como os dois primeiros participantes. R-Truth entrou em terceiro, e Mark Henry entrou na luta em quarto depois de Barrett jogar Ziggler no Pod de Henry, quebrando o Pod. Ryback entrou em quito. Barrett foi eliminado por R-Truth após um superkick de Ziggler, Snake eyes de Ryback e um "Lie Detector" de R-Truth. Sheamus entrou em sexto. R-Truth foi eliminado por Ryback após um "Shell Shocked". Henry foi eliminado por Sheamus após um "Brogue Kick". Ziggler foi eliminado por Sheamus após um "Brogue Kick". Ryback derrotou Sheamus após "Shell Shocked", ganhando assim seu primeiro Intercontinental Championhip e seu primeiro título geral na WWE.

### Evento principal
No evento principal, Seth Rollins defendeu o WWE World Heavyweight Championship contra Dean Ambrose. No final da luta, Ambrose tentou um diving elbow drop, mas Rollins puxou o árbitro na frente dele, que foi derrubado. Rollins tentou um Phoenix splash, mas Ambrose evitou e imobilizou Rollins após um "Dirty Deeds", dando a Ambrose a vitória e o título. No entanto, a decisão foi alterada para a desclassificação de Rollins por usar o árbitro como escudo, pelo que o título não mudou de mãos. Após a luta, Rollins, Kane, Jamie Noble e Joey Mercury atacaram Ambrose. Roman Reigns então apareceu, atacando Rollins com um superman punch e jogou o cinturão para Ambrose. Reigns então aplicou um "Spear" em Kane e superman punches em Noble e Mercury. O evento terminou com Ambrose e Reigns saindo no meio da multidão com o título.

## Depois do evento
Depois que Dean Ambrose roubou o cinturão do WWE World Heavyweight Championship, na noite seguinte no episódio do Raw, a Authority exigiu que Ambrose tivesse uma revanche contra Rollins. Roman Reigns então apareceu para dizer a eles que Ambrose voltaria com o cinturão apenas se Rollins fosse homem o suficiente para por o título em jogo no Money in the Bank em uma luta de escadas. Apesar das objeções da Authority, Rollins aceitou o desafio. No Money in the Bank, Rollins venceu Ambrose sem qualquer interferência da Authority.
Roman Reigns tentou obter outra chance pelo WWE World Heavyweight Championship ao se qualificar para a luta de escadas do Money in the Bank no Money in the Bank. Reigns ficou perto de vencer a luta e o contrato do Money in the Bank até Bray Wyatt interferir e custar a LUTA a Reigns. Isso começou uma rivalidade entre Reigns e Wyatt que duraria até o Hell in a Cell, onde Reigns derrotou Wyatt em uma luta Hell in a Cell.

## Resultados
| Nº                                          | Resultados | Estipulações                                                                                             | Tempo |
| ------------------------------------------- | --- | --- | ----- |
| Pré- show                                   | Stardust derrotou Zack Ryder | Luta individual                                                                                          | 6:12  |
| 1                                           | The New Day (Big E, Kofi Kingston e Xavier Woods) (c) derrotaram The Prime Time Players (Titus O'Neil e Darren Young), The Ascension (Konnor e Viktor), Los Matadores (Diego e Fernando) (com El Torito), The Lucha Dragons (Kalisto e Sin Cara) e Tyson Kidd e Cesaro (com Natalya) | Luta Elimination Chamber de duplas pelo WWE Tag Team Championship                                        | 23:40 |
| 2                                           | Nikki Bella (c) derrotou Naomi e Paige | Luta Triple Threat pelo WWE Divas Championship Brie Bella e Tamina estavam banidas do entorno do ringue. | 6:04  |
| 3                                           | Kevin Owens derrotou John Cena | Luta individual                                                                                          | 20:15 |
| 4                                           | Neville derrotou Bo Dallas | Luta individual                                                                                          | 8:46  |
| 5                                           | Ryback derrotou Sheamus, Dolph Ziggler, King Barrett, R-Truth e Mark Henry | Luta Elimination Chamber pelo vago WWE Intercontinental Championship                                     | 25:12 |
| 6                                           | Dean Ambrose derrotou Seth Rollins (c) (com Jamie Noble, Joey Mercury e Kane) por desqualificação | Luta individual pelo WWE World Heavyweight Championship Roman Reigns estava banido do entorno do ringue. | 21:49 |
| (c) – Refere-se aos campeões antes da luta. | | |       |

### Entradas e eliminações nas lutas Elimination Chamber

#### WWE Tag Team Championship
| Ordem de eliminação | Lutador (Dupla)                       | Ordem de entrada | Eliminado por                                      | Método  | Tempo |
| ------------------- | ------------------------------------- | ---------------- | -------------------------------------------------- | ------- | ----- |
| 1º                  | Diego (Los Matadores)                 | 4º               | Konnor e Viktor (The Ascension)                    | Pinfall | 10:22 |
| 2º                  | Kalisto (The Lucha Dragons)           | 2º               | Konnor (The Ascension)                             | Pinfall | 12:45 |
| 3º                  | Viktor (The Ascension)                | 1º               | Darren Young (The Prime Time Players)              | Pinfall | 13:30 |
| 4º                  | Cesaro (Tyson Kidd e Cesaro)          | 3º               | Darren Young (The Prime Time Players)              | Pinfall | 18:28 |
| 5º                  | Titus O'Neil (The Prime Time Players) | 5º               | Big E, Kofi Kingston, e Xavier Woods (The New Day) | Pinfall | 23:40 |
| Vencedores          | The New Day                           | 6º               | —                                                  | —       | —     |

#### WWE Intercontinental Championship
| Ordem de eliminação | Lutador       | Ordem de entrada | Eliminado por | Método  | Tempo |
| ------------------- | ------------- | ---------------- | ------------- | ------- | ----- |
| 1º                  | King Barrett  | 1º               | R-Truth       | Pinfall | 11:05 |
| 2º                  | R-Truth       | 3º               | Ryback        | Pinfall | 14:00 |
| 3º                  | Mark Henry    | 4º               | Sheamus       | Pinfall | 17:20 |
| 4º                  | Dolph Ziggler | 2º               | Sheamus       | Pinfall | 20:25 |
| 5º                  | Sheamus       | 6º               | Ryback        | Pinfall | 25:14 |
| Vencedor            | Ryback        | 5º               | —             | —       | —     |